# Gli esperti
Die Sachverständigen (Gli esperti) è un film del 1973 diretto da Norbert Kückelmann. Film mai uscito in italia, la traduzione del titolo è letterale, non esiste titolo italiano.

## Riconoscimenti
- Lola al miglior film 1973